# Call of Duty: Black Ops III
Call of Duty: Black Ops III  (укр. «Поклик Обов'язку: Секретні операції 3») — тривимірна відеогра жанру шутер від першої особи, розроблений компаніями Treyarch та Activision; дванадцята гра серії Call of Duty та є сиквелом до Call of Duty: Black Ops II. Розробка відеогри велася з допомогою поліпшеного грального рушія IW Engine, що раніше використовували для розроблення попередньої частини. 9 квітня 2015 з'явився тизер до відеогри трилогії «Black Ops», про що повідомила Activision. 26 квітня 2015 вийшов офіційний трейлер. Відеогра вийшла в 6 листопада 2015 року для платформ Microsoft Windows, PlayStation 4 і Xbox One.

## Ігровий процес

### Кампанія
Одиночна кампанія в Black Ops III підтримує можливість кооперативного проходження; одночасно в проходженні можуть брати участь чотири гравці. Як і раніше в Black Ops II гравець перед початком місії може налаштувати спорядження; більш того він може вибрати стать свого персонажа і налаштувати його зовнішні риси. Також гра буде мати рівнем складності «Realistic», де гравця або ворога можуть вбити з одного пострілу. Після проходження кампанії гравець отримує доступ до режиму «Кошмари», в якому гравці можуть заново пройти всю кампанію, але вже з новим наративом і заміною більшості противників на зомбі.

### Мультиплеєр
У мережевому режимі Black Ops III була введена нова система пересування на основі реактивного прискорювача, за допомогою якого гравці можуть бігати по стінах, розганятися в повітрі і ковзати по поверхнях, зберігаючи при цьому повний контроль над стрільбою. На додаток до раніше існуючої системи Pick 10 з'явилася система фахівців — унікальних солдатів зі своєю зовнішністю і здібностями; всього їх дев'ять, кожен — з кількома варіантами. Також збільшена ступінь кастомізації; нова система Gunsmith дозволяє гравцям змінювати і модифікувати озброєння, роблячи його ще індивідуальнішим, ніж в попередніх іграх, а супутня функція Paintshop — додавати власні розмальовки для озброєння.

### Зомбі-режим
Зомбі-режим в Black Ops III зазнав оновлення, включивши в себе нову систему отримання досвіду, що дозволяє гравцям розблокувати предмети, як це можливо в режимах кампанії і мережевої гри. У числі доступних предметів: так звані габблгами (англ. Gobblegums) — перки у вигляді жувальних цукерок, що дають гравцям тимчасові бонуси при використанні, і збройові набори (англ. Weapon kits), що дозволяють налаштувати зовнішній вигляд того чи іншого озброєння.

## Сюжет

### Одиночна кампанія
Після подій «Cordis Die», представлених в Black Ops II, країни світу в страху перед терактом зі взломом воєнної техніки розробили нову систему ППО DEAD (акронім від англ. Directed Energy Air Defense; в російській локалізованої версії — «Нево» — "спрямована енерго-повітряна оборона "), з введенням якої авіація стає практично непотрібною; відповідно, всі бої відбуваються на землі. Військова технологія прогресувала до пункту, де роботи грають головну роль в бою, також були розвинені і суперсолдати щоб битися на полі битви.
До 2055 року почала набирати популярність кібернетизація людини — операція із заміни кінцівок або органів на кіберпротези. Після теракту в Цюриху який стався 12 грудня 2054 року підлаштований радикальними рухами проти кібернетизації, компанія Coalescence Corporation (в російській локалізованої версії — корпорація «Єдність») висунула проєкт по введенню в експлуатацію прямого нейронного інтерфейсу (англ. Direct Neural Interface; скорочено пеньки і DNI, відповідно) — пристрою що дозволяє підняти контроль людського розуму над машинами на новий рівень. Однак, через спрямованості новітніх розробок для військових цілей, проєкт зі створення ПНІ засекречений ЦРУ і вівся в декількох таємних НДІ «Єдності» в різних країнах. Ситуація в світі загострюється, коли офіс корпорації в Сінгапурі вибухає, спровокувавши загибель трьохсот тисяч чоловік з подальшим перетворенням кількох районів Сінгапуру в карантинну зону.
27 жовтня 2065 року солдат № 25954 (далі по тексту — просто Гравець), агент «Союзу Уинслоу» — експериментального підрозділу ЦРУ — разом зі своїм товаришем Джейкобом Хендриксом проникають на базу Нільській коаліції з метою звільнення з полону прем'єр-міністра Єгипту Кадара Саїда, а по дорозі вони рятують лейтенанта Халіля; їм в цьому допомагає командир Джон Тейлор зі своїм загоном кібернетично поліпшених солдат. Хоча місія увінчалася успіхом, Гравець був серйозно поранений, що зажадало для його порятунку установки кібернетичних імплантатів; слідом за своїм товаришем на аналогічну операцію вирішується піти Хендрікс. Паралельно з цим Гравець отримує пеньки і навчається його використання за допомогою віртуального тренінгу від Тейлора і членів його команди: Себастьяна Діаза, Сари Холл і Пітера Маретт.
Через п'ять років Гравець і Хендрікс діють під керівництвом агента ЦРУ Рейчел Кейн; по лінії останньої вони направляються в Сінгапур для розслідування інциденту в секретній в'язниці ЦРУ. На місці Гравець і Хендрікс стикаються з «54 Безсмертними» — найбільшої злочинним угрупованням міста, після чого виявляють пропажу даних. Виходячи з цього Кейн робить висновок, що Тейлор і його команда зрадили і вбили весь персонал в'язниці. Перед тим, як відправитися в офіс «Єдності», роботи «Союзу Уинслоу» вбивають Денні Лі, спільника «Безсмертних» і Го Міна, одного з лідера «Безсмертних». По ходу розслідування тріо вирушає до офісу «Єдності» в Сінгапурі, зруйнований десятьма роками раніше після техногенної катастрофи, що забрала життя приблизно 300 тисяч чоловік. Там Гравець і Хендрікс виявляють таємну лабораторію ЦРУ, в якій вони знаходять Діаза, що підключився до нейромережі роботів, викачуючи з її допомогою в Інтернет секретні дані ЦРУ; Гравець і Хендрікс змушені вбити Діаза, збожеволілого в ході процесу. Взаємодіючи з пеньки Діаза, Хендрікс виявляє, що Тейлор намагається знайти двох вижили після інциденту: главу «Єдності» Себастьяна Крюгера і доктора Юсефа Саліма. У той же час Тейлор використовує отриману інформацію, щоб видати розташування всіх відомих притулків ЦРУ в усьому світі і дозволити «Безсмертним» захопити Кейн в полон. Попри недовіру Хендрікса на адресу Кейн, Гравець відмовляється кинути останню; всупереч наказам Кейн, він проривається до притулку і разом з Хендріксом рятує її, убивши лідера «Безсмертних» Го Сюлань.
Пізніше тріо направляється до Єгипту, де вони знаходять доктора Саліма. Останній розкриває свою участь в експериментах ЦРУ над людьми; в їх рамках випробуваним — особливо емоційно нестабільним — через пеньки внушалась ілюзія у вигляді зимового лісу, що було потрібно для їх заспокоєння. Пізніше з'явився Тейлор допитує і вбиває Саліма. Підтримувані силами єгипетської армії на чолі з лейтенантом Халілем, Гравець, Хендрікс і Кейн переслідують Тейлора і вбивають спочатку Холл в кебехет, потім в колекторах Маретт: Хол вбиває Гравець, підключившись до її пеньки, а Маретт Гравець скидає на арматуру.
Вивчаючи ПНІ Холл, Гравець дізнається, що Тейлор і його команда були заражені так званим «Корвус» — вірусної програмою, породженої колективним розумом випробовуваних під час експерименту в Сінгапурі. Під впливом «Корвус» заражені ставали одержимі бажанням знайти зимовий ліс з ілюзії; за допомогою цього «Корвус» хотів з'ясувати правду про своє створення і мету свого існування. Гравець розуміє, що разом з Хендріксом також заражений «Корвус» після контакту з пеньки Холл і Діаза, відповідно. Далі в пошуках Тейлора Гравець і Хендрікс їдуть до Каїра; там Тейлор переборювати в собі вплив «Корвус» і вириває пеньки, щоб не дати себе вбити Гравця, але виявляється убитий зараженим і зійшов з розуму на той час Хендріксом. Останній спрямовується до Цюриха з метою знайти і допитати Крюгера; туди ж слідом за ним спрямовуються Гравець і Кейн.
У Цюриху в штаб-квартирі «Єдності» парі стає відомо, що Корвус уможливив вибух в Сінгапурі завдяки газу «Нова-6». Кейн намагається стримати поширення газу, але гине від його дії на очах Гравця, потрапивши у влаштовану «Корвус» пастку. Продовжуючи переслідування, останній знаходить Хендрікса, який утримує Крюгера в заручниках; врешті-решт Хендрікс вбиває Крюгера, а Гравець, в свою чергу, вбиває Хендрікса.
Далі ж Гравець намагається накласти на себе руки в надії зупинити «Корвус», але замість цього виявляється в симуляції замерзлого лісу; там він возз'єднується з Тейлором (що виникли як глюк в програмі «Корвус»), який пояснює Гравцеві, що єдиний спосіб перемогти «Корвус» — провести очищення пеньки від попередньої інформації. Попри опір «Корвус», Гравцеві за підтримки Тейлора вдається ініціювати очищення, пожертвувавши собою заради знищення вірусу; вийшовши з штаб-квартири «Єдності», Гравця зустрічають сили безпеки Цюриху. У момент, коли офіцер останніх запитує у Гравця ім'я, той відповідає від імені Тейлора.
З доповідей Тейлора, супроводжуючих хід місій, стає відомо, що в дійсності Гравець помер від ускладнень під час операції по впровадженню пеньки, і все, що «відбувалося» з ним згодом, було симуляцією, воспроизводившей погоню Тейлора і Хендрікса за їх колишніми товаришами по " союзу Уинслоу ". Весь цей час свідомість Гравця існувало в розумі Тейлора і взяло під контроль тіло останнього після його «смерті» в симуляції; в момент очищення ПНІ Тейлор знову знайшов над собою контроль.

### Зомбі-Режим
Як і в попередніх Black Ops і Black Ops II, сюжет кампанії в режимі боротьби з зомбі розповідається в епізодичному форматі; при виході була доступна тільки одна карта — «Shadows of Evil», що служить прологом до основного дії; інші карти стали доступні в якості завантаження контенту. «Shadows of Evil» включає в себе нову групу персонажів — Неро Блекстоун, Джесіки Роуз, Джека Вінсента і Флойда Кемпбелла — жителів вигаданого міста Морг-Сіті, ведених таємничої сутністю Шедоуменом в збоченій реальності, в якій місто захоплений зомбі; за описом розробників, нові персонажі — «проблемні люди з довгим і ганебним досвідом минулих гріхів».
Сюжет основної кампанії цього режиму, відштовхується від подій з карти «The Origins» з Black Ops II, фокусується на персонажах останньої: «Танку» Демпсі, Миколу Бєлінського, Такео Масакі і Едварда Ріхтофене, які намагаються запобігти в альтернативних вимірах події, раніше відбулися у вихідній тимчасової лінії [15]. Дія п'яти місій, складових кампанію — «The Giant», «Der Eisendrache», «Zetsubou No Shima», «Gorod Krovi» і «Revelations» — розгортається в різних вимірах.
Після битви з нашестям зомбі, що розгорнулася раніше на півночі Франції, глава «Групи 935» доктор Людвіг Максис направляє доктора Едварда Ріхтофена на завдання з метою дізнатися про можливості існування інших вимірів. Отримавши давню книгу під назвою «Кроноріум», Ріхтофен дізнається з останньої про закликає Ключі (англ. The Summoning Key) — могутній артефакт, здатний відновити їх світ до вихідного стану, так само як і про Хоронителях (англ. The Keepers) — стародавню расу, служить правоохоронцями всіх світів. За завданням Максис Ріхтофен повинен знайти альтернативні версії своїх товаришів: капрала «Танка» Демпсі, сержанта Миколи Бєлінського і капітана Такео Масакі; також він [Ріхтофен] повинен вбити альтернативну версію самого себе і забрати душу у останнього і інших, використовуючи силу Ключа, коли той буде знайдений. Ріхтофен починає свою подорож від 63-го виміру і потрапляє там в Морг-Сіті, де Апотікони — колишні Хранителі, спокушений і мутованих темною енергією ефіру — маніпулювали чотирма людьми: танцівницею Джесікою Роуз, продажним поліцейським Джеком Вінсентом, невдахою боксером Флойдом Кемпбеллом і колишнім фокусником Неро Блекстоун. Ведені одним з Апотіконов — Шедоуменом, четвірка, використовуючи кличе ключ, відкриває портал під містом, звільнивши звідти стародавнього звіра — помічника Апотіконов. За допомогою Хранителів четвірці вдається заманити Шедоумена всередину Ключа і вигнати звіра зі свого вимірювання; проте з'явився в цей час з порталу Ріхтофен забирає Ключ і залишає четвірку, подякувавши їм за старання.
Демпсі, Микола і Такео, що стежили за Ріхтофеном протягом двох попередніх років, дізнаються про його переміщення і пускаються в погоню за ним через різні виміри. У зміненому варіанті своєї тимчасової гілки вони прибувають на фабрику «Der Riese» після того, як доктор Максис і його дочка Саманта були переміщуватися «альтернативним» Ріхтофеном. Останнього Демпсі, Микола і Такео намагаються переконати допомогти знайти і збудити їх альтер-его в інших світах; їх розмова обриває прибув з телепортатора «оригінальний» Ріхтофен, що вбиває своє альтер-его. Разом команда відображає наступ зомбі і виявляє на собі дію таємничого елемента-115; особистісні риси і спогади їх вихідних інкарнацій починають проявлятися в них самих. Їм вдається активувати маячок і зв'язатися через нього з доктором Максис в іншому вимірі.

## Реакція
Call of Duty: Black Ops III отримала переважно позитивні відгуки в англомовній пресі.GameSport поставив грі 7 балів з 10, відзначаючи, що гра робить свій внесок в підтримку поточного статус-кво франшизи, «продовжує свій невблаганний, хоча і сповільнюючийся, марш». IGN поставили грі оцінку в 9,2 балів з 10, відзначаючи, що з «веселим кооперативом на чотирьох, новими здібностями і оновленим зомбі-режимом» Black Ops III є «найбільшою Call of Duty». Відгуки в російськомовній пресі в порівнянні з англомовної були більш стриманими; основний акцент робився на недолік значних інновацій; також різко критикували якість офіційної локалізації гри.

## Продажі
Продажі Black Ops III йшли «істотно» краще в порівнянні з попередніми Call of Duty: Advanced Warfare і Call of Duty: Ghosts; в перші три дні продажів гра заробила 550 мільйонів доларів. У Великій Британії Black Ops III стала найпродаванішою грою, обійшовши на цій позиції Halo 5: Guardians. Згодом гра стала найпродаванішою спочатку за підсумками листопада 2015 року, а потім і за підсумками всього іншого року. За повідомленнями Activision, Black Ops III стала однією з найпродаваніших ігор для консолей восьмого покоління, показавши себе в комерційному плані «істотно» успішніше Call of Duty: Advanced Warfare.